# U.S. Route 15
La U.S. Route 15 è una strada statunitense lunga 791,71 miglia attraverso gli Stati della Carolina del Sud, Carolina del Nord, Virginia, Maryland, Pennsylvania e New York. Il percorso della Highway 15, in direzione Sud-Nord, parte dalla U.S. Route 17 Alternate a Walterboro nella Carolina del Nord e termina a un incrocio con l'Interstate 86, la NY 15 e la NY 17 in Painted Post nello Stato di New York.

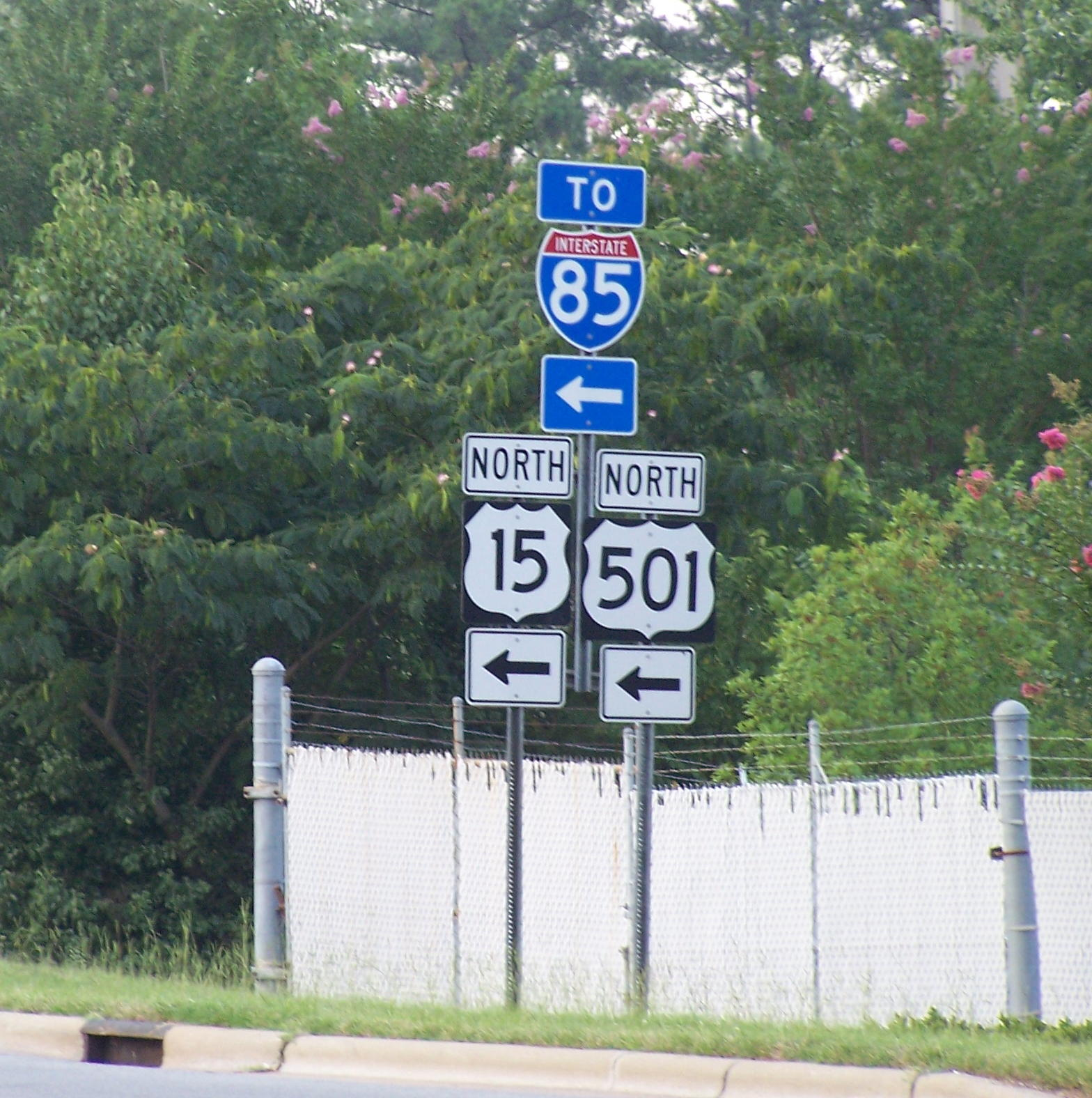
Indicazioni per la Route 15 a Durham